# Bojni čevlji
Bojni čevlji so vojaški čevlji, namenjeni vojakom, ki jih nosijo med bojem ali bojno vadbo, v nasprotju s parado in drugimi svečanimi nalogami. Sodobni bojni čevlji so zasnovani tako, da zagotavljajo kombinacijo oprijema, stabilnosti gležnja in zaščite stopal, primernih za trdno okolje. Tradicionalno so izdelani iz utrjenega in včasih vodotesnega usnja. Danes številni bojni čevlji vključujejo tehnologije, ki izvirajo iz civilnih pohodniških čevljev, kot so najlonske stranske plošče Gore-Tex, ki izboljšujejo prezračevanje in udobje. Pogosto so specializirani za določena podnebja in razmere, kot so čevlji iz džungle, puščavski čevlji in čevlji za hladno vreme, pa tudi za posebne namene, kot so tankerski čevlji.

## Zgodovina
Legionarji rimskega imperija  so nosili škornje z nožnicami, imenovane kalige. Konec 1. stoletja je vojska začela prehajati v zaprti čevelj, imenovan kalceus; kalceji so ponujali več zaščite in toplote kot kalige. Hitro so postali osnovna obleka v rimski vojaški in civilni obleki. 

#### Anglija in Združeno kraljestvo
Med angleško državljansko vojno so vsakemu vojaku vojske New Model izdali tri čevlje ali gležnjarje. Po vsakem pohodu bi jih vojak preobuješ, da bi bil enakomerno obrabljen. Po obnovi so čevlji in uniforme sledili civilnemu vzorcu: čevlje z zaponkami je večina vojsk uporabljala od leta 1660 do okoli leta 1800. Hesijanske čevlje je konjenica uporabljala od 18. stoletja do 1. svetovne vojne.
Pozno v Napoleonovih vojnah je britanska vojska začela izdajati gležnjarje, ki so zamenjali zaponke. Te vrste čevljev so se uporabljale v celotnem 19. stoletju in so se uporabljale v konfliktih, vključno s Krimsko vojno (1853–1856), Prvo vojno Zulujev (1879) in Prvo bursko vojno (1880–1881).
Te so nato nadomestili čevlji za strelivo, ki so bili uporabljeni v različnih podobnih vzorcih od konca osemdesetih do konca šestdesetih let. "George Boots", oblečeni v uniformo oficirske obleke in bojno obleko, so podobni, vendar jim manjkajo usnjeni pult (kapa s peto), etui za prste (kapa) in izpuščajo hobnails ter jeklene pete in prste.

#### Združene države
Pehotni polki ameriške vojske so bili v vojni 1812 opremljeni s pol visokimi čevlji. Od leta 1820 do pred ameriško državljansko vojno so vojakom izdali gležnjarje, ki so bili narejeni na ravnih trakovih. Ni bilo "levega" ali "desnega"; namesto tega so se s časoma oblikovali do nog uporabnika. Posledično so bili ti škornji zelo neprijetni, dokler niso bili oblikovani nogi uporabnika, in so pogosto povzročali žulje. Leta 1858 so jih zamenjali z izboljšano različico, splošno znano kot čevlji Jeff Davis, po Jeffersonu Davisu, vojnem ministru, ki je v 1850-ih letih ponovno opremil vojsko. Te so uporabljali do osemdesetih let 20. stoletja.

## 20. stoletje - danes

### Avstralija
Od leta 2000 avstralske obrambne sile uporabljajo predvsem Redback Terra Combat Boot kot nadomestek bojnih čevljev za vietnamsko vojno. Leta 1999 je bil deležen omejenega števila čevljev, kasneje pa je bil razdeljen leta 2000. Kljub splošni usposobljenosti za naloge, za katere ga je ADF najprej postavil, je imel še vedno velike napake. 90% vseh negativnih povratnih informacij vojakov je govorilo o neprimerni velikosti, saj je imela le 43 različnih velikosti. Številni so trdili tudi, da bo njihov podplat zgnil v najslabšem primeru tropskih okoliščin. Razno vojaško osebje je uporabljalo tudi čevlje Rossi. 
Sredi leta 2013 je ADF izvedel preskus zagona, da bi našel zamenjavo za izdani Redback Combat Boot. Preizkušeni čevlji so vključevali posodobljene različice sistema Redback Boot, pa tudi različne čevlje s civila. Po zaključku preizkusa je bil Danner TFX 8 izbran za nove bojne čevlje ADF, v vročem vremenu so bili udobni in nudili dobro podporo. Vendar je bilo ugotovljeno, da so prezgodaj propadle in niso bile izdane v velikem obsegu.
Kot rezultat so Redback dobili nalogo, da ADF-ju znova zagotovijo vrsto bojnih čevljev, vključno s čevljem za splošne namene, škorenjem v slogu Jungle Style in ognjevarnim čevljem. Ti čevlji se izdajajo zelo omejeno in so trenutno na testiranju. Vendar zgodnja poročila niso ugodna zaradi pritožb pomanjkanja vodoodpornosti. Dannerji so še vedno ohranjeni kot "puščavski" škorenj tiste, ki ne ustrezajo trenutnemu čevlju.
Od decembra 2017 je bojni čevelj v stilu Redback Terra še vedno standardni bojni čevelj.

### Argentina
V začetku 20. stoletja so argentinski vojaki nosili škornje z nožicami z usnjenimi gamašami. Bojni čevlji, ki so jih nosili med vojno na Falklandskem otoku, so imeli trpežne všite gumijaste podplate. Te čevlje nosimo še danes, poleg poznejšega vzorca z oznako "EA" na nogi.

### Belgija
Belgijski bojni čevlji so označeni s kratico "ABL" (Armée Belge / Belgisch Leger), to je "belgijske oborožene sile" v francoščini in nizozemščini. Podplati belgijskih bojnih čevljev imajo različne oznake glede na proizvajalce podplatov: Rugak, Rubex in Solidor (modeli iz sedemdesetih let). Usnjeni zgornji del ima oznake "GESKA" ("Geska" NV) ali "ARWY NV". Belgijski čevlji v letih 1970-90 prihajajo s šivanimi gumijastimi podplati.  Poznejši vzorec, ki ga je izdelal Urban Body Protection International, in je opremljen z britanskimi podplati "tekalne plasti".

### Francija
Bojni čevlji francoske vojske imajo vzdevek "rangerji" zaradi podobnosti z ameriškim modelom M 43. Od konca 2. svetovne vojne so bili izdelani trije modeli. Prvi model je temeljil na bojnih gležnarjih iz leta 1952, na katere je bila dodana usnjena manšeta z dvema zaponkama. Izdelana je bila iz trpežnega, a zelo trdega usnja kravje kože. Imenovali so ga "brodequin à jambière attenante Mle 1952" in je bil široko razširjen od leta 1956 naprej, predvsem letalskim četam, angažiranim v Alžiriji. Leta 1961 je bila predstavljena poenostavljena različica, usnjena manšeta pa v enem kosu. Leta 1965 je bila predstavljena nova različica modela iz leta 1961 iz svetlečega črnega zrnastega usnja, ki je bolj prožna od prvotne. Njihovi podplati so bili neposredno oblikovani. Leta 1986 so eksperimentirali s prehodnim modelom s čipkami in izboljšano hidroizolacijo pod oznako "bojni čevlji model F 2", vendar ni bil sprejet. Prva dva modela je bilo treba počrniti z barvno mastjo in lakom za čevlje. Izdali so jih francoskim vojakom in legionarjim. Do začetka devetdesetih let, nato pa so jih hranili v primeru konflikta. Veliko jih je bilo sproščenih na trg, potem ko je Žandarmerija v začetku 21. stoletja opustila misijo teritorialne obrambe. Zimski model s čipkami in podlogo Gore-Tex je bil predstavljen leta 1998. Tretji model in zimski model sta še vedno v uporabi v francoski vojski, vendar jih postopoma nadomeščajo sodobnejši čevlji tipa Meindl.
Do konca 2000-ih je po programu opreme FÉLIN častitljivega vzorca Mle 1965 nadomestil čevelj Gore-Tex, ki ga je zasnoval Meindl (na osnovi taktičnega čevlja Meindl "Army Pro" in sam izhaja iz civilnih čevljev "Island"). glavni vojaški čevelj. Čevelj je znan kot "Botte Félin" (čevelj Felin) in čeprav je poleg Meindla več izvajalcev za dejansko izdelavo modela, vključno s francoskim ponudnikom čevljev "Argueyrolles", je dizajn v pogovoru znan kot "Meindl. Načrtovana je bila postopna zamenjava  zaMle 65.

### Indija
Usnjeni bojni čevlji, ki jih je uporabljala indijska vojska, "so ostali oblikovno nespremenjeni 130 let", razen dodatka neposredno oblikovanega podplata. Borbene čevlje je izdeloval izključno indijski odbor Ordnance Factories Board. Leta 2017 je ministrstvo za obrambo dovolilo nabavo bojnih čevljev zasebnim podjetjem.  Organizacija za obrambne raziskave in razvoj razvija tudi čevlje, ki bodo omogočili sledenje vojakom na zasneženih lokacijah.  

### Norveška
Trenutni bojni čevelj, ki ga uporabljajo norveške oborožene sile, je M77. Predstavljen je bil leta 1977, proizvaja pa ga Alfa Skofabrikk AS.  Razvoj  M77 je trajal deset let, da so se razvile določene so stroge zahteve glede teže, vzdržljivosti, vodoodpornosti, udobja ter enostavnosti vzdrževanja in dobre toplotne odpornosti, da se olajša hitrejše sušenje.  Norveška vojska pogosto preizkuša čevlje drugih proizvajalcev, vendar ni načrtovala zamenjave čevljev za svoje vojake. Čevelj M77 ima zareze vzdolž podplata in pete, narejene za Natove smuči, ki jih uporabljajo norveške oborožene sile. Vezi za te smuči ustrezajo čevljem M77 in debelim nepremočljivim zunanjim čevljem, v katere jih je mogoče vstaviti. Čevlje lahko uporabljate tako za smuči kot krplje.  

### Švedska
Vojska je začela uporabljati čevlje leta 1779. [15] Trenutni model je m / 90, ki je zasnovan tako, da je udoben in lahek ter daje podporo gležnjem. So del enotnega sistema m / 90.

### Švica
Švicarske oborožene sile uporabljajo tri modele bojnih čevljev. KS (iz nemškega Kampfstiefel) 90, narejen iz črnega usnja in z ravnim podplatom ter uporabljen za pohod po asfaltiranih cestah. KS14 Schwer, ki ga je izdelalo italijansko podjetje AKU, je močan bojni čevelj, posebej zasnovan za švicarsko vojsko, ki se prodaja tudi civilistom s kovinskimi vložki za zaščito stopala. Vsak vojak prejme na začetku čevljev dva para KS90 in en par KS14. Specializirani vojaki so opremljeni z drugim čevljem po meri, ki ga je za švicarsko vojsko razvil nemški Meindl, KS08 Schwer AGFA. KS08 je primeren za vsako okolje, za skoke s padalom in hitro vrv. Omogoča namestitev derez za plezanje in tako kot KS14 ima kovinske vložke za zaščito stopal. Vojska bo v bližnji prihodnosti predstavila nove čevlje (KS19 in KS19 Schwer). [16]

### Južna afrika
Pripadnikom Južnoafriške narodne obrambne sile (SANDF) so izdani rjavi bojni čevlji z 18 luknjami v čipkah, usnjenim pasom  in všitimi gumijastimi podplati.
Padalci (Parabats) nosijo različico, znano kot "Jumpers". Ti čevlji so višji, imajo 22 luknjic za čipke in so težji zaradi jeklene plošče, nameščene v njihovih dvojnih podplatih. Jeklena plošča preprečuje upogibanje stopala med trdimi pristanki pri padalstvu. Običajno so polirani z rdečim lakom. Barvna kombinacija rjavega usnja z rdečim lakom ustvarja odtenek kostanja, ki se ujema z njihovimi kostanjevimi beretkami.
Posebnim enotam (Recces) so izdani rumeni pol bojni čevlji, znani kot "voski". Ti čevlji so razvoj starih rodezijskih čevljev za sledenje. Škornji so visoki do gležnjev, imajo 12 luknjic za čipke in na vrhu gleženj, ki je pritrjen s sponko. Usnje je tanko in zračno ter ima gladek vosek, zato je tudi ime. Škornji so lahki in imajo všite gumijaste podplate. Ti podplati so popolnoma ravni in za seboj pustijo plitve odtise, ki so videti stari in zbledeli.

### Singapur
Trenutno vojaškim uslužbencem oboroženih sil Singapurja izdajo črne bojne čevlje Frontier z "iztokom za vodo", ki omogoča, da voda iz čevlja uhaja iz vode, če voda kdaj vstopi v čevlje. Ti so v uporabi od leta 2012.
Vendar pa so bili čevlji singapurske vojske "Frontier" deležni kritik rezervnih obveznikov singapurske vojske, ki so jim bili prej izdani čevlji Gore-Tex.
Za razliko od predhodnih čevljev Gore-Tex, ki so bili lepo oblazinjeni in nepremočljivi, so oblikovalci Frontierja odstranili oblazinjenje, dodali podporni trak za gleženj in dodali dva "iztoka za vodo", zaradi česar je prtljažnik zelo neprijeten.
S spremembo je izginila tudi nepremočljiva lastnost, kar je privedlo do kritik rezervnih obveznikov, ki so bili predhodno izdani z vodotesnimi čevlji Gore-Tex. Vendar je po prečkanju reke omogočila odtekanje vode iz škornja. Prav tako se prtljažnik po odstranitvi oblazinjenja bolj prezrači (in "ohladi").
Vzdržljivost je bila problem tudi pri 2. generaciji Gore-Tex (predhodnik) in tudi nekaterih serijah Frontiers. Včasih se bo zunanji podplat prtljažnika ločil od lupine prtljažnika, saj je podplat prtljažnika le prilepljen na lupino prtljažnika in ne šivan. Nekateri vojaški uslužbenci bi našli tudi svoje čevlje Frontier, katerih šivi bi se razšli po nekaj tednih uporabe.
Vojaškim službam letalskih sil Republike Singapur je trenutno izdana spremenjena različica visoko odrezanih čevljev Frontier. Čevlji RSAF imajo oblazinjene stranice in vgrajen drugačen podplat, stransko zadrgo ter kompozitni prst.
Vojaški mornarici Republike Singapur so izdali spremenjeno različico čevljev RSAF. Spremembe vključujejo dva iztoka za vodo (podobno kot standardno izdani čevlji singapurske vojske) in zmanjšanje višine od visoko rezanega čevlja do srednjega reza.

### Španija
Pred letom 1979 je španska vojska izdala čevlje s tremi zaponkami, polni čevlji pa so postali pogosti od leta 1984 do leta 1986. V osemdesetih letih je Španija zamenjala dobavitelje čevljev in imela veliko različic oblikovanja, vključno s podplatom, zaponkami ali vezalkami iz Vibrama ali Paname. očesci ali hitrovezna čipka. Obstajali so trije pogosti modeli:
• Običajno - Splošen čevelj, ki se je uporabljal za poučevanje in kampanjo, imel je srednje debelino podplata in nekaj zatičev. Različice z gladkim podplatom so sčasoma postale neuporabljene, ostali so le model navodil in kampanje.
• Hoja - lažja konstrukcija običajnega čevlja brez zatičev. Imel je posebno posebnost kot čevelj, ki ga je bilo udobno nositi na ulici, na ravnih tleh, zaradi tankih podplatov pa je bil splošno znan kot vulgarmente (surov ali vulgaren).
• padalci - čevelj, namenjen izključno padalskim enotam. Manjkalo mu je trojnih zaponk (zaradi nevarnosti zaskočenja padalskih črt), nekoliko višji pa je bil z dodatno oporo za golenico do noge in ojačanim prstom in peto.
To je bil splošni pristop konec sedemdesetih in zgodnjih osemdesetih let. V tem obdobju je imel proizvajalec Segarra različne večje težave, ki so onemogočale redne dobave po pogodbi o dobavi z ministrstvom za obrambo. To je sčasoma pripeljalo do zaprtja Segarre, za alternativnega ponudnika pa je bil izbran Imipiel.
Škornji, ki jih je izdelal Imipiel, so bili kopije modelov Segarra, vendar so se izkazali za slabše, s slabo pritrjenimi podplati, ki so se z relativno lahkoto odpirali in odlepili, kar je močno skrajšalo njihovo življenjsko dobo. V poskusu premagovanja težave z odstranjevanjem vezi je Imipiel zamenjal podplat, odstranil zatiče in vgradil podplate tipa "panamá".
Ministrstvo je sprožilo vzporedne študije za dokončno sprejetje novega modela škorenj, pri čemer je sprejelo nove koncepte o prvotnem zagonskem navodilu in kampanji ter prednosti čevlja v slogu padalcev. Proizvajalcev teh čevljev je bilo več, med njimi Iturri in Vidal.

### Združeno kraljestvo
V pozni prvi svetovni vojni so bili standardni čevlji nadomeščeni med letoma 1917 in 1918 z visoko privezanimi čevlji za terensko službo, ki so služili v jarkih za boj proti poškodbam stopal.
Britanska vojska je leta 1958 predstavila gležnarje DMS (Direct Molded Sole). Ta je imel oblikovan podplat iz umetne mase in je bil zunaj podoben čevlju iz druge svetovne vojne. Ker pa je bilo usnje v najboljšem primeru slabe kakovosti, so škornji puščali in jih ni bilo mogoče narediti zadovoljivo vodoodpornih. Nizek brez stranski jezik je omogočal, da je voda prišla čez vrh stopala. Ko bi voda vstopila v čevelj, bi izhlapela skozi vrh čevlja, ne pa tudi skozi plastični podplat, s čimer bi bila noga mokra in pospeševala »gnitje«. Čeprav so bili za boj proti temu izdani mrežasti vložki, so bili tudi sami krhki in so lahko povzročili "opekline" podplata stopala, zato je večina vojakov namesto tega uporabljala komercialno dostopne vložke za športne čevlje. Ta vrsta čevljev se je uporabljala do sredine osemdesetih let, potem ko so njene nezadovoljive značilnosti postale zaskrbljujoče javnosti zaradi hudih primerov poškodb, ki so nastali med falklandsko vojno.
Neposredni naslednik zagonskega sistema DMS čevljev je bil "Boot, Combat High" - ali kot so to opisali vojaki sami, Boot Cardboard Horrible. V bistvu je predstavljal malo več kot zgolj čevelj DMS, ki je bil podaljšan in je bil samo malo boljši od predhodnika. Teoretično je bil hidroizoliran, zato je bil prepoten in neprijeten ter je lahko povzročil akutni tendinitis. Za rešitev tega je bila predstavljena različica MkII, ki pa ni bila najboljša. Njegova edina resnična prednost je bila v tem, da naj ne bi bil "napihnjen" do zrcalnega sijaja.
Borbeno napadalni čevlji (CAB) so bili aktualni do leta 2012 in so se uporabljali predvsem za bojno usposabljanje in splošno službo, čeprav so bili zasebno kupljeni čevlji pogosto sprejemljivi, če so bili narejeni iz črnega usnja. Nožna straža še vedno uporablja modificirane čevlje. Ti čevlji, ki so v glavnem narejeni iz usnja, se lahko obredno svetijo, čeprav čevlji, ki se uporabljajo kot vsakdanja vojaška obutev, postanejo razmeroma obrabljeni, a vseeno čisti.
S CAB lahko dosežete različne stopnje sijaja, vendar pa morajo vojaki na vajah (na terenu) ali v operacijah imeti čevlje zgolj primerno očiščene.
Džungelski čevlji, ki jih dobavljajo različni proizvajalci, se pogosto nosijo tudi v vojašnicah, saj lahko natovorjene pohode izvedejo hitreje in dlje.
Od leta 2012 ima osebje oboroženih sil na novo zasnovano paleto rjavih bojnih čevljev, ki so nadomestili črno in puščavsko bojno obutev. Izbirali so lahko med petimi različnimi škornji, odvisno od tega, kje delajo in kakšno vlogo imajo.
• Puščavski čevlji- nosijo ga speljane čete, ki izvajajo srednje do visoke stopnje aktivnosti v okoljih puščavskega tipa s temperaturami nad 40 stopinj Celzija.
• Puščavska patrulja - nosijo jo vozniki / oklepne enote, ki izvajajo nižje stopnje aktivnosti v okoljih puščavskih tipov nad 40 stopinj Celzija.
• Zmerni oz vojaški čevlji - nosijo ga speljane čete za srednje do visoko stopnjo aktivnosti v zmernih (evropskih) podnebjih.
• Patruljni čevlji - nosijo jih konjeniške čete (vozniki / oklepne čete), ki sodelujejo pri nižjih stopnjah aktivnosti v zmernih (evropskih) podnebjih.
• Hladno mokro vremenski čevlji - nosijo jih speljane čete za srednje do visoke stopnje aktivnosti pri temperaturah do - 20 stopinj Celzija.
Vsaka od petih vrst čevljev je na voljo v dveh različnih stilih, zato lahko osebje nosi tistega, ki je zanj bolj prijeten. Novi rjavi čevlji, ki so bili razviti tako, da ustrezajo uniformi MTP, ki jo nosi servisno osebje, bodo prvič izdelani v dveh različnih dodatkih, ki bodo zasnovani tako, da bodo upoštevali različne oblike moških in ženskih nog. Trenutni črni čevlji se bodo še naprej nosili z večino nekamuflažnih uniform, pa tudi z enotami na paradi v uniformi, kot so polke, ki opravljajo svečane naloge v osrednjem Londonu.
Od leta 2018 je bilo pet kategorij, ki so bile predhodno izdane, spremenjene zaradi poenostavitve izbire. Italijanski proizvajalec AKU zdaj poleg Altberga dobavlja njihov model Pilgrim kot možnost za visoko odgovorne čevlje.

### Združene države
Trench Boot iz leta 1917 je bila prilagoditev čevljev, ki so jih ameriški proizvajalci prodajali francoski in belgijski vojski na začetku 1. svetovne vojne. V ameriški manufakturi je nadomestil Russet Marching čevelj. Čevelj je bil zasnovan iz strojene kravje kože s pol srednjim podplatom, prekritim s celotnim podplatom. Na peto so bile pritrjene železne plošče. To je bil velik napredek, vendar ni imel hidroizolacije. Kmalu se je razvil v Trench Boot iz leta 1918, imenovan tudi Pershing Boot po generalu Johnu Pershingu, ki je nadzoroval njegovo ustvarjanje. Čevelj je v svoji konstrukciji dobil težje usnje in je imel nekaj manjših sprememb od zagona leta 1917.
Prvi pravi sodobni bojni čevlji v ameriški vojski, uradno naslovljeni "Boots, Combat Service", so bili predstavljeni v povezavi z M-1943 uniformirano vojsko med drugo svetovno vojno. Bili so modificirani servisni čevlji z dodano podaljšano, grobo izdelano ali bolj pogosto gladko usnjeno manšeto z visokim vrhom. Manšeta je bila zaprta z dvema zaponkama, kar je omogočilo, da so škornji nadomestili obstoječe službene čevlje in gamaše, ki jih nosi večina vojakov z bolj priročno in praktično rešitvijo. Škornji in servisni čevlji, iz katerih so bili izdelani, so imeli enodelni podplat in peto, izdelani pa so bili iz oblikovane sintetične ali predelane gume.. Ti čevlji z dvojno zaponko so bili v Korejski vojni nameščeni kot nadomestek za škornje predstavljene leta 1948. Prva vrsta čevljev Combat Boots ali Combat Tropical je temeljila na zasnovi "sponke" med zgodnjimi deli vietnamske vojne. 
Leta 1957 je ameriška vojska prešla na svetleče črne bojne čevlje, čeprav je bil prehod na črne čevlje zaključen šele pozno v vietnamski vojni,saj so se še zmeraj uporabljali džungelski čevlji . Oba čevlja sta imela neposredno oblikovan podplat. Čevlji džungle so imeli spodnji del črnega usnja in zgornji del oljčnega platna (kasneje najlon). Po Vietnamu so še naprej nosili črne čevlje z M81 BDU, čeprav je vojska menila, da čevlji niso primerni. Ko so BDU zamenjali z MCCUU, Army Combat Uniform in Airman Battle Uniform, so se zadeve preselile k bolj praktični obutvi brez sijaja. Edina trenutna vojaška služba, ki zahteva svetleče črne bojne čevlje, so mornariški kadetski korpus Združenih držav Amerike, pomožni kadetski odred mornariških sil, civilna zračna patrulja in pomožno osebje ameriških zračnih sil, v povezavi z uniformo BDU. 
Ko je ameriški mornariški korpus prešel iz svoje uporabne uniforme v MCCUU, so zavrgli svetleče črne bojne čevlje in prešli na bolj funkcionalne ne sijoče bojne čevlje, bodisi z  možnostjo proti vročemu vremenu, bodisi z možnostjo za zmerno vreme. Običajni čevelj je bojni čevelj Bates Waterproof USMC. Komercialne različice tega čevlja so dovoljene brez kakršnih koli omejitev, razen da morajo biti visoke vsaj osem centimetrov, na zunanji peti vsakega čevlja pa morajo biti orel, globus in sidro. Od 1. oktobra 2016 je bilo osebje Marine Corps pooblaščeno za nošenje različnih modelov Marine Corps Combat Boot Danner, Belleville, McRae in Bates ter robustnih terenskih čevljev Danner. [32]
Vojska Združenih držav Amerike je temu sledila leta 2002 z uvedbo Army Combat Uniform, ki je prav tako prešla na tanke grobo oblikovane bojne čevlje, imenovane Army Combat Boot, in bombažne nogavice. Komercialne različice tega čevlja so dovoljene brez omejitev, razen da morajo biti visoke vsaj osem centimetrov in nimajo več dovoljenja za videz "podobnega čevlju". Obstajata dve različici, 2,5-kilogramski škorenj za zmerno vreme in 2-kilogramski škorenj primeren za delo v vročem vremenu (puščava). Trenutni proizvajalci so Altama, Bates, Belleville Boot, McRae, Rocky, Warson Brands / Converse in Wellco
Ameriško letalstvo uporablja modri zeleni bojni čevelj s svojo Airman Battle uniformo, čeprav je bila rjava različica dovoljena do leta 2011, preden je zeleni čevelj postal obvezen. 

### Moda
Bojni čevlji so priljubljeni tudi kot modna oblačila v goth, punk, grunge, heavy metal, industrial, skinhead in BDSM subkulturah in kot delovni čevlji, vendar postajajo tudi vse bolj popularni za preprosto življenje . Poleg mode kot take se mnogi posamezniki odločijo za bojne čevlje preprosto zaradi trajnosti, udobja in drugih uporabnosti, saj so čevlji posebej zasnovani tako, da jih je mogoče dolgoročno udobno nositi v različnih spreminjajočih se pogojih, brez večje dolgotrajne obrabe. Bojni čevlji imajo daljšo življenjsko dobo kot modni čevlji, kar jim lahko daje občutek obdobja tudi po večletni uporabi. Zaradi teh in drugih razlogov jih je mogoče kupiti v trgovinah z vojaško opremo.